# 袁福清
袁福清（1897年—1975年），男，湖南湘阴人，中华人民共和国政治人物，曾任湖南省人民委员会副省长，湖南省政协副主席。